# کودکان (رودسر)
کودکان یک روستا در ایران است که در شهرستان رودسر استان گیلان واقع شده‌است.

## جمعیت
این روستا در بخش کلاچای قرار دارد و براساس سرشماری مرکز آمار ایران در سال ۱۳۸۵، جمعیت آن ۵۳ نفر (۱۶ خانوار) بوده‌است.